# Cratere Buga
Buga è un cratere sulla superficie di Callisto.